# عين الروى
عين الروى هي مدينة وبلدية جزائرية تابعة إداريا وإقليميا إلى دائرة بوقاعة الكائنة في ولاية سطيف، تقع شمال غرب ولاية سطيف ، تبعد عن مدينة سطيف 34 كلم،

## جغرافيا

### التقسيم الإداري
- عين الروى بلدية ومدينة جزائرية تابعة إقليمياً وإدارياً إلى دائرة بوقاعة التابعة إلى ولاية سطيف.

تتكون البلدية من 10 تجمعات سكانية مهمة هي مركز البلدية، القرية الفلاحية وسيدي على، ترونة، أولاد عون، بن زريق، الحمامة، مشتة جميل، سبع العيون، عين الصفى، والمزار الديني  سيدي أحسن والتي بها زاوية عريقة تعود إلى سنة 1700.

### الموقع
- تقع بلدية عين الروى شمال شرق الجزائر ، وفي الشمال الغربي لـ ولاية سطيف ، شمال غرب مركز الولاية مدينة سطيف، على ارتفاع 920 متر فوق سطح البحر.[5]

## التاريخ
تأسست البلدية سنة 1871، وفي عام 1881 تمتعت بكامل الصلاحيات إلى غاية سنة 1962، أين أُلحقت إداريًا ببلدية عين عباسة لمدة سنة ثم إلى بلدية بوقاعة إلى غاية التقسيم الإداري لسنة 1984 حيث استعادت وضعيتها الإقليمية بلديةً كاملة الصلاحيات.

## الاقتصاد

### السياحة
تعتبر عين الروى مدينة الآثار والينابيع.

### الفلاحة
تعتبر تربة البلدية خصبةً مما مكنها أن تنتج أفضل الأنواع من المنتجات الفلاحية والفاكهة التي تمتد عبر بساتينها.

### المناجم
تحتوي على ثروات باطنية بحيث يوجد بها منجم للحديد والصلب تستغله الوكالة الوطنية للمناجم.

### النقل
يمر ببلدية عين الروى الطريق الوطني رقم 74، الطريق الوطني رقم 75، الطريق الوطني رقم 9أ، وبالقرب منها يمر الطريق الوطني رقم 103.

## معرض الصور

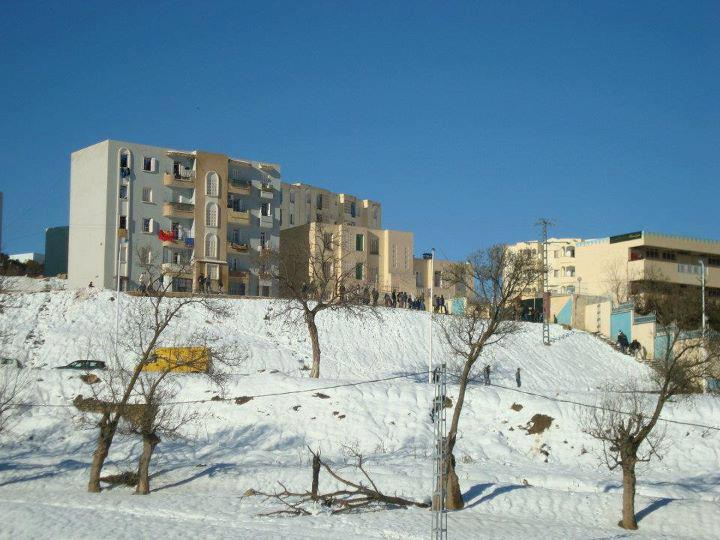
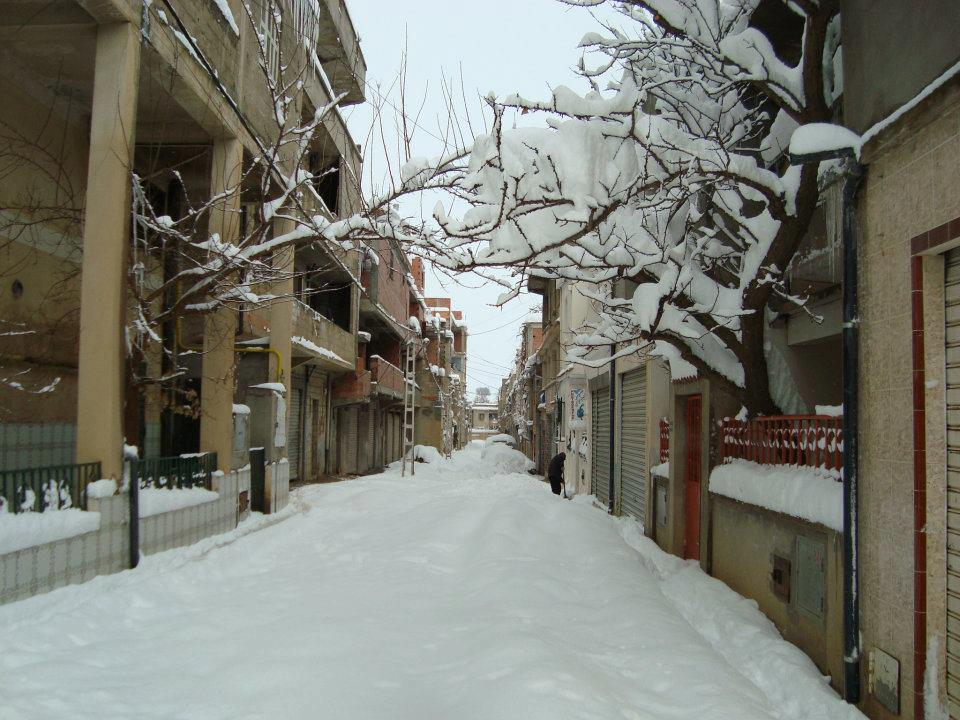
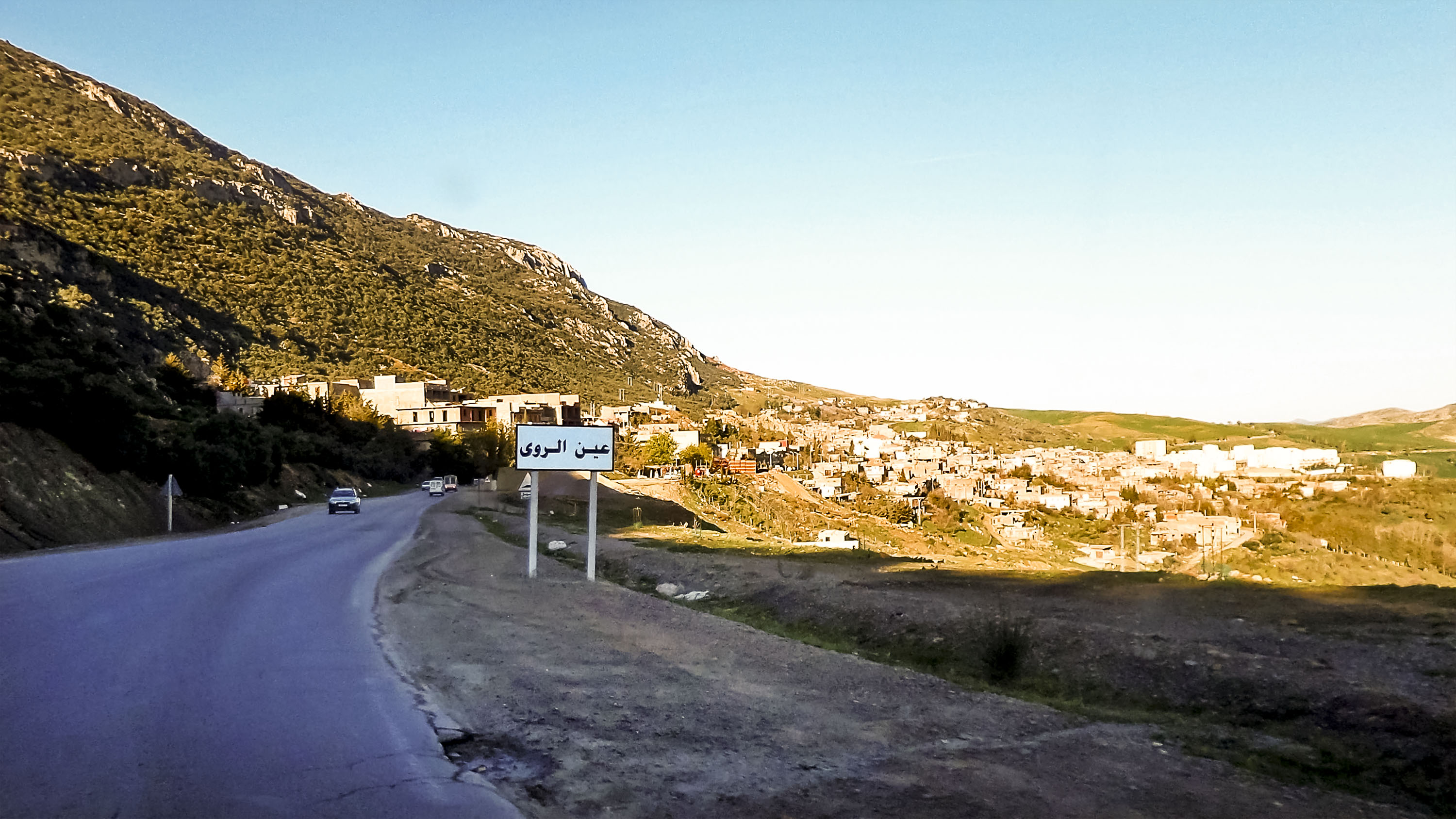
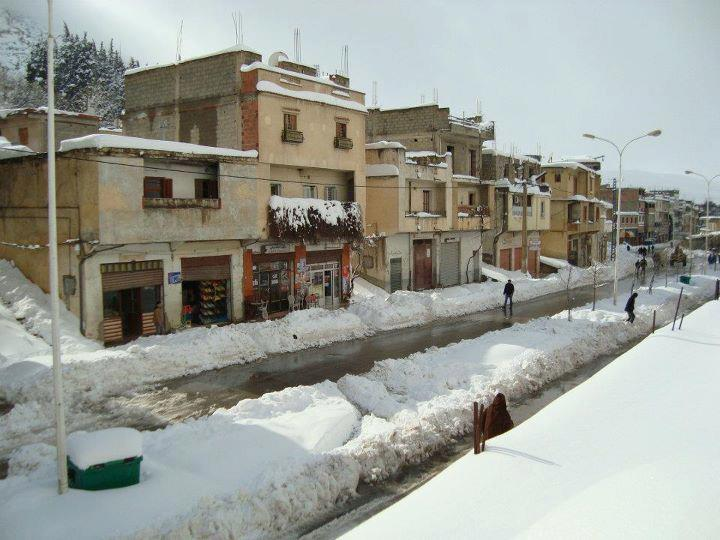
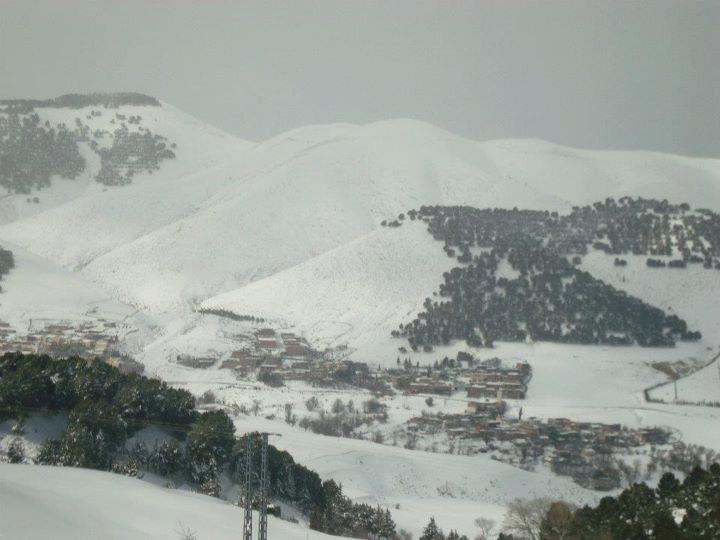
مناظر طبيعية
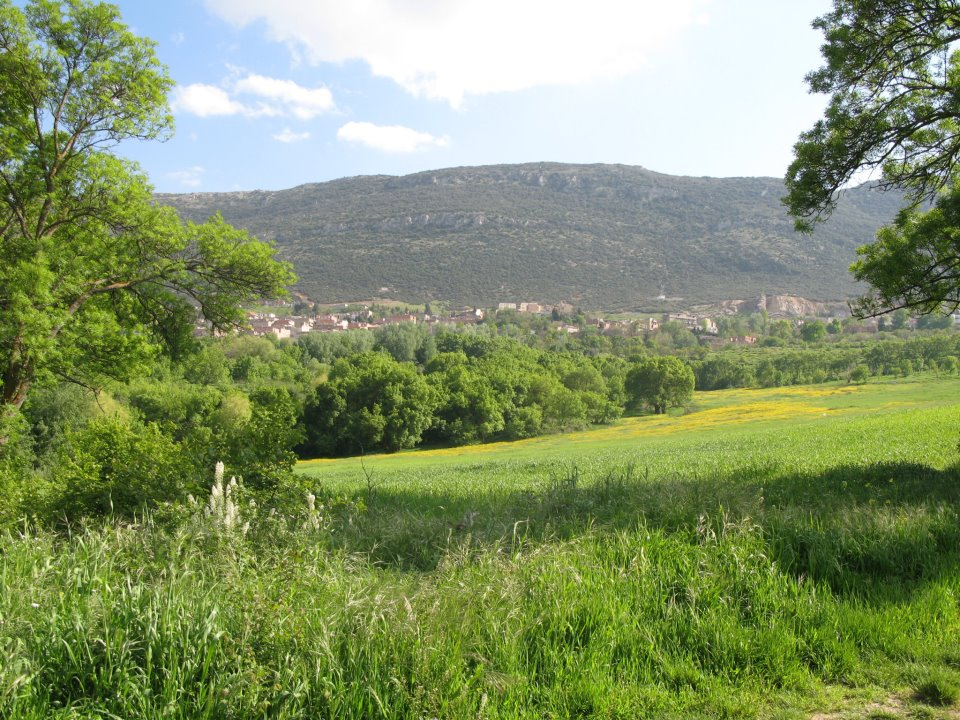
الطبيعة في الربيع